# Asia (1752)
L'Asia fu un vascello di linea spagnolo da 64 cannoni che prestò servizio nella Armada Española tra il 1753 e il 1762.

## Storia
La sua costruzione fu ordinata al cantiere navale di El Ferrol nell'agosto 1749, insieme a quella del  San Fernando. Entrambi i vascelli furono costruiti secondo il sistema inglese importato in Spagna da Jorge Juan y Santacilia. Il legno delle due navi fu tagliato per la lunghezza da Ciprián Autrán, venendo ad essere una transizione tra il metodo di Antonio de Gaztañeta e quello di Jorge Juan y Santacilia. Le due navi risultarono leggermente più piccole del previsto, e con tempo di costruzione più lungo. Fu il britannico Ricardo Rooth ad essere incaricato del varo delle due unita, quando fu nominato comandante delle maestranze l'11 aprile 1752. Entrato in servizio, nel 1753 effettuò un viaggio di trasferimento a Veracruz, in Messico.  Ritornò in Spagna nel 1756 quando salpò da L'Avana in per raggiungere Cadice sotto il comando del capitano di vascello don Miguel Gutiérrez Gaona, navigando in conserva con il vascello El Fuerte e di una fregata. 
Il 23 giugno 1758 salpò da El Ferrol per l'isola di Cuba, arrivando a L'Avana il 18 agosto dove sbarcò 71 cannoni del calibro di 24 e 16 libbre, con le relative munizioni, 12.424 proiettili.
Nel 1759 effettuò una traversata da Veracruz a Cadice carico di casseforti.  Alla fine di marzo del 1760 si trovava all'ancora nella baia di Cadice, e sotto il comando del capitano don Pedro González de Castejón y Salazar,  il 13 luglio dello stesso anno, fu assegnato alla squadra navale del Marchese di Real Transporte, pattugliando per tre mesi la costa di Algeri. 
Nel 1761, al comando del capitano González Castejón y Salazar effettuò un viaggio al L'Avana. Salpato da Cadice il 14 aprile con la flotta del jefe de esquadra Gutierre de Hevia y Valdés, Marchese di Real Transporte, che alzava la sua insegna sul vascello Tigre, arrivò a L'Avana il 27 giugno, dove sbarcò 245 soldati del II Battaglione del Reggimento di fanteria "España". L'11 gennaio 1762 salpò da Veracruz con il vascello América e la fregata Flora entrando nel porto di L'Avana il 27 gennaio carico di farina, provviste e denaro per la squadra navale che li si trovava di stanza. Nel giugno del 1762, data dell'arrivo della squadra britannica dell'ammiraglio George Pocock, aveva un equipaggio di 471 uomini. 
L'11 giugno, al fine di impedire l'ingresso nella rada della squadra navale britannica, fu affondato insieme ai vascelli Europa e Neptuno nel punto più stretto del canale, che coincide con il molo Contaduría, vicino al Castello de la Real Fuerza. Questa decisione fu presa nella giunta di guerra presieduta dal governatore don Juan de Prado y Malleza.

### Annotazioni
1. ↑  Altri autori indicano che era al comando del capitano don Francisco Garganta, mentre il capitano Castejón era al comando della vascello Conquistador.

### Fonti
1. 1 2 3 4 5 6 7  Todoababor.
2. ↑  Castañón 2003, p. 97.
3. ↑  Castanedo Galán 1993, pp. 106-107.
4. ↑  Merino Navarro 1981, p. 95.
5. ↑  A. G. I., Contratación, 1544, registro de ida a Veracruz, 1753.
6. ↑  A. G. I., Contratación, 2477, registros de venida de La Habana, 1756.
7. ↑  Parcero Torre 1999, p. 34, A. G. S., Secretaría de Marina, legajo 404.
8. ↑  A. G. I., Contratación, 2559, registro de venida de Veracruz, 1759.
9. ↑  Duro 1972, p. 82.
10. ↑  Parcero Torre 1999, p. 123.